# Гумфрід (граф Барселони)
Гумфрід або Уніфред (*д/н —після 876) — граф Барселони у 858—864 роках, граф Реції, граф Тулузи у 863 році.

## Життєпис
Походив з Фріульської династії. Син Унроша, графа Тернуа, та Інгельгарди (доньки Біро Паризького). Спочатку він був графом Реції, але підняв повстання проти східно-франського короля Людовика II Німецького та був змушений втекти до короля Карла II Лисого. За підтримку під час міжусобної війни останній в 858 році надав Гумфріду володіння в Готії та Септиманії і титул графа Барселони, Жирони, Ампуріаса, Нарбонна, Руссільйона і маркіза Готії. На цій посаді він замінив свого зведеного брата Одалріка.
У 860 році уклав мирний договір з Абаллахом ібн Ях'єю, валі (намісником) Сарагоси, після чого залишив володіння на піклування віконта і вирушив разом з королем Карлом Лисим на війну з норманами. Того ж року у містечку Бон приніс присягу вірності.
У 862 році Гумфрід воював проти Людовика Німецького, відзначившись у битві при Сан-Квентині Скориставшись цим, араби напали на Барселону і взяли в облогу місто. За згодою Карла Лисого Гумфрід уклав з ними мир на 30 років.
У 862 році Карл II Лисий задумав захопити Прованс, але впливові графи, включно з Гумфрідом, виступили проти цього. Останні спровокували заколот, який очолив другий син Карла Лисого, Карл III Дитя, король Аквітанії. Гумфрід перейшов на бік бунтівників і був формально позбавлений титулу графа, але призначений на його місце Суньєр де Ампурьяс не зміг опанувати Барселоною та іншими містами Готії і Септиманії. Того ж року завдав поразки аквітанському регенту Раймунду Тулузькому, захопивши Лімож.
У 863 році Гумфрід захопив Тулузу, убивши графа Раймунда, поставленого королем Карлом II Лисим I. Але тут в міжусобицю втрутився Папа Римський Миколай I і примирив магнатів з королем. У 864 році Гумфрід вимушений був втекти до Італії, а Карл II Лисий перерозподілив землі бунтівників. Барселону, Готію і Септиманію отримав Бернард, граф Пуатевінський.
З Італії Гумфрід перебрався до Швабії. У 872 році Людовик Німецький призначає його графом Цюриху. Остання згадка про Гумфріда відноситься до 876 року. Про подальшу долю нічого невідомо.